# What to Do with Daylight
What to Do with Daylight è l'album di debutto della cantautrice neozelandese Brooke Fraser, pubblicato in Nuova Zelanda il 29 ottobre 2003 dall'etichetta discografica Sony.
Il disco è stato promosso dai singoli Better, Lifeline, Saving the World, Arithmetic e Without You e ha ottenuto un ottimo riscontro di vendite raggiungendo la vetta della classifica neozelandese.

## Tracce
CD (Sony Music Distribution 5135712000)
Testi e musiche di Brooke Fraser.
1. Arithmetic – 4:01
2. Saving the World – 4:10
3. Still in Love – 4:28
4. Lifeline – 4:08
5. Waste Another Day – 5:25
6. Without You – 2:59
7. Reverie – 5:14
8. Indelible – 4:38
9. Better – 4:05
10. Scarlet – 5:57
11. Mystery – 4:02

Durata totale: 49:07

## Classifiche
| Paese         | Posizione raggiunta |
| ------------- | ------------------- |
| Nuova Zelanda | 1                   |